# Erythrodiplax parvimaculata
Erythrodiplax parvimaculata – gatunek ważki z rodziny ważkowatych (Libellulidae).